# Capito
Capito là một chi chim trong họ Capitonidae.

## Hình ảnh

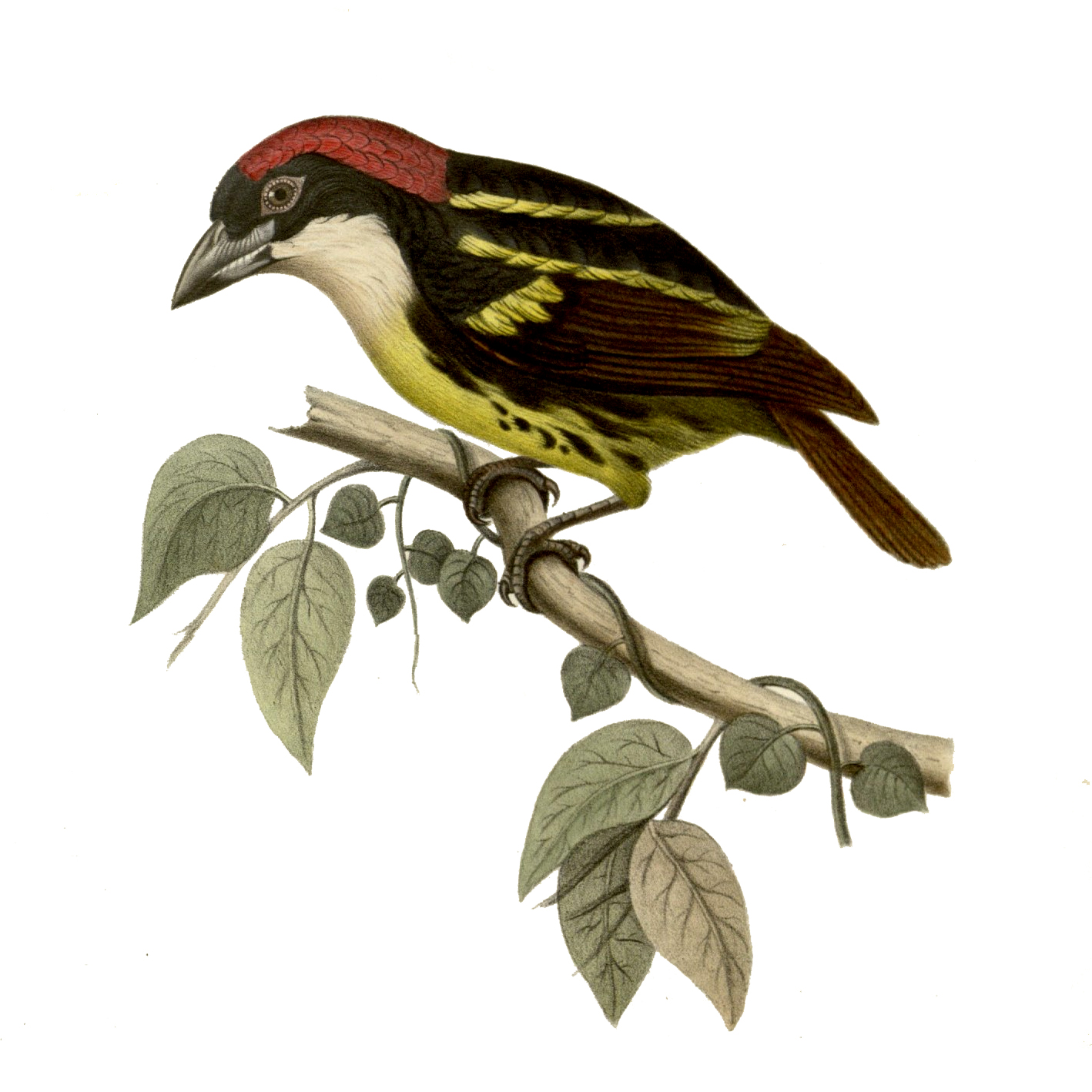
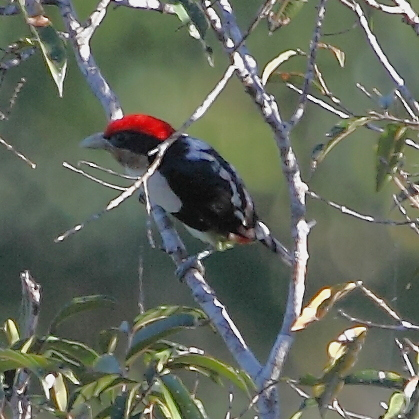
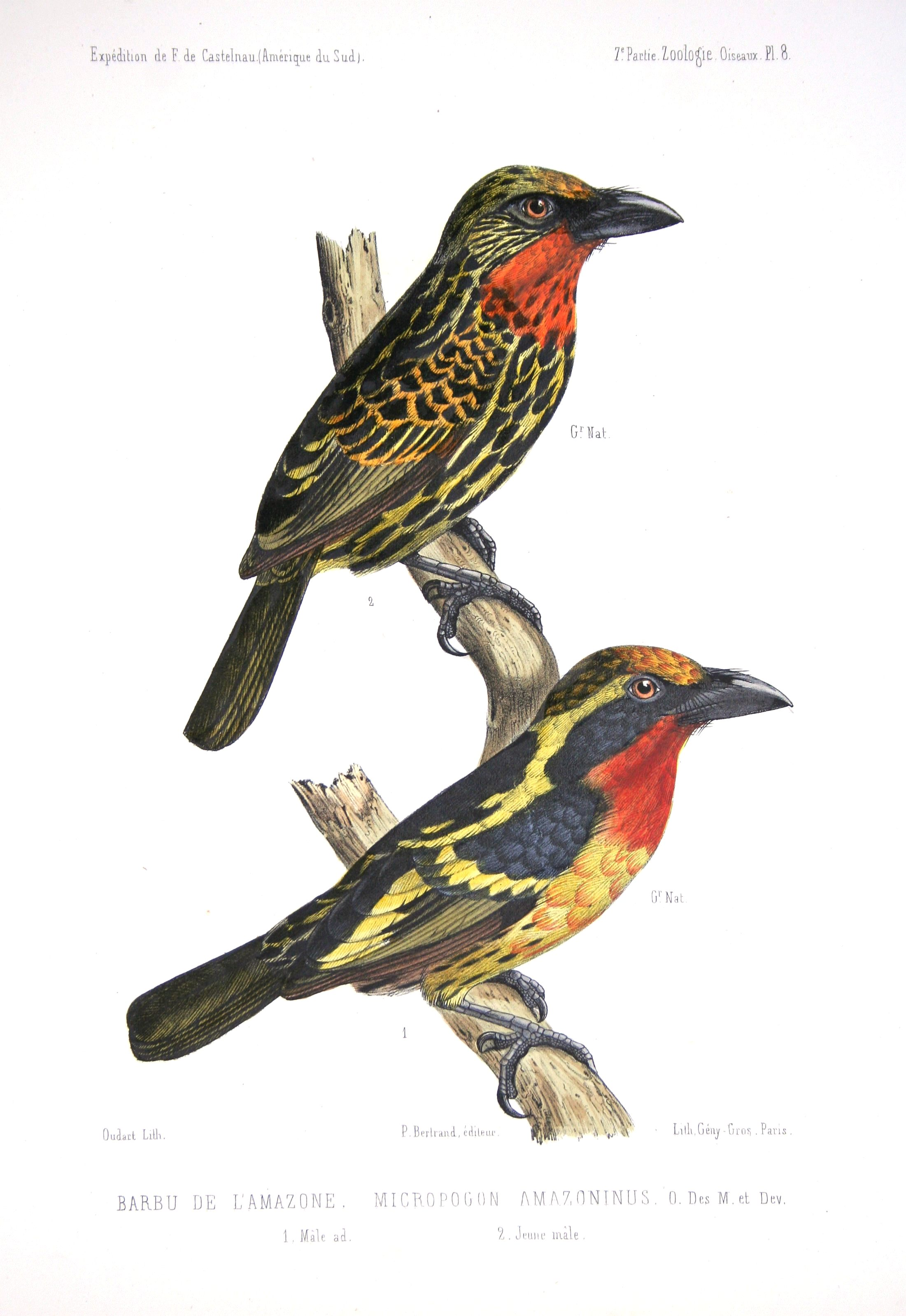

## Các loài
- Capito aurovirens
- Capito wallacei
- Capito fitzpatricki
- Capito maculicoronatus
- Capito squamatus
- Capito hypoleucus
- Capito dayi
- Capito brunneipectus
- Capito niger
- Capito auratus
- Capito quinticolor